# ولیعهد مون‌هیو
ولیعهد مون‌هیو (کره‌ای: 문효세자؛ ۱۳ اکتبر ۱۷۸۲ – ۶ ژوئن ۱۷۸۶)، با نام شخصی یی سون (이순)، اولین پسر پادشاه جونگ‌جو چوسان و همسر محبوبش، همسر سلطنتی نجیب‌زاده اوی از خاندان چانگ‌نیونگ سونگ بود. او برادر ناتنی بزرگتر پادشاه سون‌جو بود.
پادشاه جونگ‌جو وابستگی عمیقی به پسرش داشت و مرگ ولیعهد ضربه بزرگی به او وارد کرد. او نتوانست باور کند که پسرش را از دست داده و آرزو می‌کرد که ای کاش همه چیز فقط یک رؤیا بود. پادشاه گوجونگ بعد از تأسیس امپراتوری کره در سال ۱۸۹۷، نام پسامرگ «ته‌جا» (태자) را به او اعطا کرد.

## در فرهنگ عامه
- بازی شده توسط چا جه دول در مجموعه تلویزیونی سال ۲۰۰۷ ام‌بی‌سی، ایسان
- بازی شده توسط پارک دا اون در مجموعه تلویزیونی سال ۲۰۲۱ ام‌بی‌سی، سرآستین قرمز